# Meister der kleinen Passion
Mit Meister der kleinen Passion wird ein im Köln des Mittelalters tätiger gotischer Maler bezeichnet. Seine Werke sind zwischen 1400 und 1420 entstanden. Der namentlich nicht bekannte Künstler erhielt seinen Notnamen nach einem seiner Werke, einer Folge von Passionsbildern.

## Malstil
Die Werke des Meisters der kleinen Passion gelten neben den ebenfalls in Köln entstandenen Bildern des Meister der Heiligen Veronika und denen des sog. Älteren Meisters der Heiligen Sippe als Hauptwerke des von französischer, burgundischer und italienischer Kunst beeinflussten internationalen und weichen Stils in Köln. Der Einfluss des Meisters der kleinen Passion ist bei Bildern nachfolgender Kölner Meister zu erkennen. Eventuell war er Leiter einer größeren Werkstatt, in der seine Schüler seinen Stil  übernahmen, bevor mit z. B. Stefan Lochner der Übergang der Kölner Malerschule zum von der Niederländischen Malerei ausgehenden Realismus erfolgte.

## Werke (Auswahl)
- Triptychon mit Passionsszenen. Köln, Wallraf-Richartz-Museum & Fondation Corboud WRM 38-43
- Die Heiligen Diakone Laurentius und Stephan. Köln, Wallraf-Richartz-Museum & Fondation Corboud WRM 46
- Martyrium der heiligen Ursula vor der Stadt Köln. Köln, Wallraf-Richartz-Museum & Fondation Corboud WRM 51
- Szenen aus dem Leben des Heiligen Antonius. Köln, Wallraf-Richartz-Museum Inv.-Nr. 53

## Stadtansicht Köln
Auf dem Bild Martyrium der Hl. Ursula des Meisters der Kleinen Passion ist eine der ältesten erhaltenen Stadtansichten Kölns zu sehen.

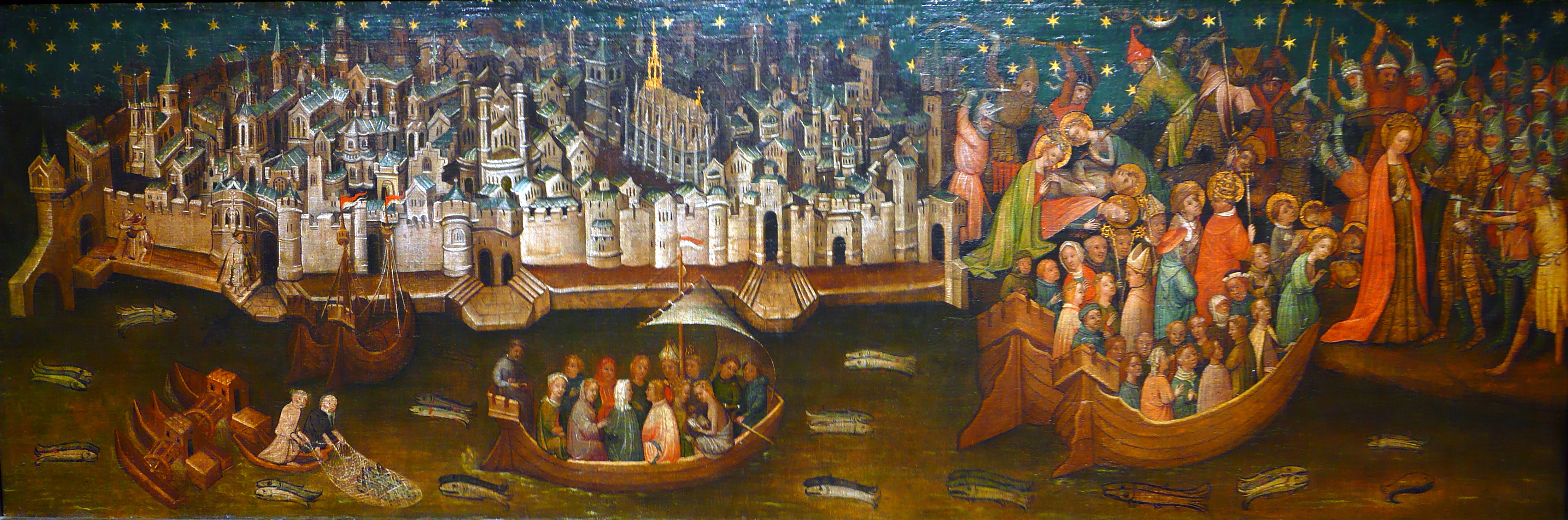
Stadt aus Kirchen: Frühe Darstellung Kölns vom Meister der kleinen Passion 1411